# Лінійна діаграма

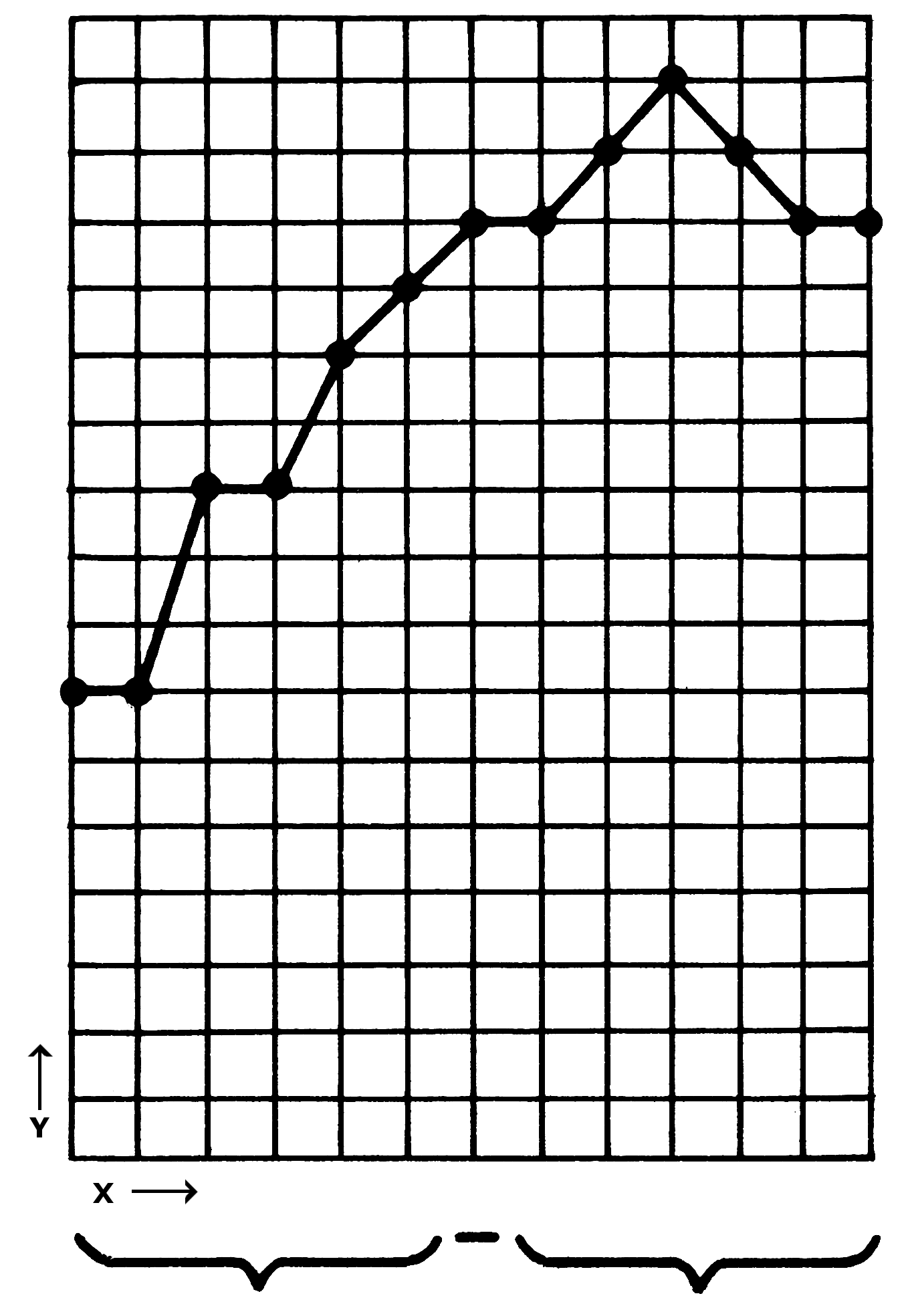

Лінійна діаграма або лінійний графік — тип діаграми, яка відображає інформацію як серію точок даних («маркерів»), з'єднаних відрізками. Точки впорядковують за однією віссю (як правило, за віссю x).
Лінійна діаграма часто використовується для візуалізації тенденції в даних через інтервали часу — часового ряду — таким чином лінія є хронологічно впорядкованою. У цих випадках вони відомі як графіки біжучої послідовності.